# Парк Петар Кочић
Парк Петар Кочић је градски парк у Бањој Луци, Република Српска, Босна и Херцеговина. Смјештен је у мјесној заједници Центар. Парк Петар Кочић је један од два најпознатија парка у Бањој Луци, други је парк Младен Стојановић. Парк носи име по Петру Кочићу, великом српском, писцу, пјеснику и политичару, рођеном у селу Стричићи на Мањачи. Парк Петар Кочић је ревитализован 2006. године и са изграђеним Музичким павиљоном проглашен је најуспјешнијом инфраструктурном грађевином у Босни и Херцеговини.

## Историјат
Парк је отворен 1931. године, и добио је име по првом бану Врбаске бановине, Светиславу Тиси Милосављевићу. Годину дана касније, у парку је изграђен споменик великом српском писцу Петру Кочићу, па је парк преименован и добио је данашње име. Током Другог свјетског рата, парк је у потпуности уништен, да би послије рата био у потпуности обновљен. Модернизација једног од два најпознатија парка у главном граду Републике Српске се догодила 2006. године, када је парк добио и музички павиљон.